# Carl Cox
Carl Cox (Oldham, 1962. július 29. –) brit lemezproducer, DJ.
Számos klubban és rendezvényen lépett fel világszerte, és DJ-ként szolgált a BBC Radio 1 Essential Mix című műsorában. 2001 és 2016 között minden nyári szezonban a "Music is Revolution" néven ismert rezidenciának adott otthont a Space Ibiza éjszakai klubban. Számos fesztiválon szerepelt, mint például az Ultra Music Festival, a The BPM Festival és a Tomorrowland.
1998-ban alapította meg saját lemezkiadó cégét Intec Records néven. Coxnak saját rádióműsora és podcastja is volt Global címmel, amelyet 2017 februárjáig vezetett.

## Diszkográfia
- At the End of the Cliche (1996)
- Phuture 2000 (1999)
- Second Sign (2005)
- All Roads Lead to the Dancefloor (2011)